# 美南浸信会
美南浸信会（英語：Southern Baptist Convention，缩写为SBC）是美南浸信會聯會的簡稱，世界上规模最大的浸礼宗教派，同时也是美国规模最大的新教教会。

## 歷史
1814年成立。1845年，美国的浸信会分裂成美南浸信会和美北浸礼会；分裂的原因是美南浸信会長期支持奴隶制和种族隔離，以維繫美国南方白人的支持。
1995年6月20日，美南浸信会成立150周年后、也是1964年民权法案通过后，美南浸信会通过议案对种族歧视行为表示忏悔，并且向非裔美国人道歉。
美南浸信会信仰立场保守，反對墮胎和同性婚姻，是基督教右派的重要力量，但信徒中，既有持加尔文主义立场的預定論者，亦有持阿民念主义立场的普救论者。因为不满世界浸信宗联盟容忍同性恋和按立女性牧师，2004年，美南浸信会正式脱离世界浸信宗联盟。美南浸信会曾是世界浸信宗联盟最大的会员及奉献来源。世浸联4600万成员中，美南浸信会就超過了1600万人，佔三分之一。
美南浸信会的信徒人数16,439,603人，已经多年稳居美国新教各宗派之首。总部位于田纳西州纳什维尔。

## 著名人物
- 葛培理（Billy Graham）
- Charles Stanley，拥有近16000信徒的亚特兰大第一浸信会牧师
- Jerry Falwell，拥有24,000信徒的弗吉尼亚州林奇堡Thomas 路浸信会牧师
- Tom DeLay
- Adrian Rogers
  - Steve Gaines
- 華理克（Rick Warren），拥有2万信徒的加州Saddleback Church牧师，《標竿人生》（The Purpose Driven Life）的作者
- Buddy Gray，亚拉巴马州伯明翰Hunter街浸信会牧师
- Larry Wynn，乔治亚州Dacula的Hebron 浸信会牧师；乔治亚浸信会联会前主席
- Paul Powell, Dean of George W. Truett 神学院
- Ed Young父子：父亲Ed是拥有2万信徒的得克萨斯州Grapevine教堂（Fellowship Church）牧师，儿子Ben是拥有31000信徒的休斯敦第二浸信会牧师，Cliff是Caedmon's Call领唱
- Jerry Vines，佛罗里达杰克森维尔第一浸信会前牧师
- Mac Brunson，杰克森维尔第一浸信会的新牧师，达拉斯第一浸信会前牧师
- Jack Graham，拥有25000信徒的得克萨斯州普莱诺的Prestonwood 浸信会牧师。
- Chuck Norris
- Roy Blunt, House GOP Whip
- R. Albert Mohler，浸信会南方神学院校长
- Richard Land
- Paige Patterson，浸信会西南神学院校长
- 達科塔·芬妮（Dakota Fanning）
- 艾麗·范寧 （Mary Elle Fannin）
- Dr. Daniel Akin，浸信会东南神学院校长，他曾写关于使徒约翰的书